# Römisch-katholische Kirche in Rumänien

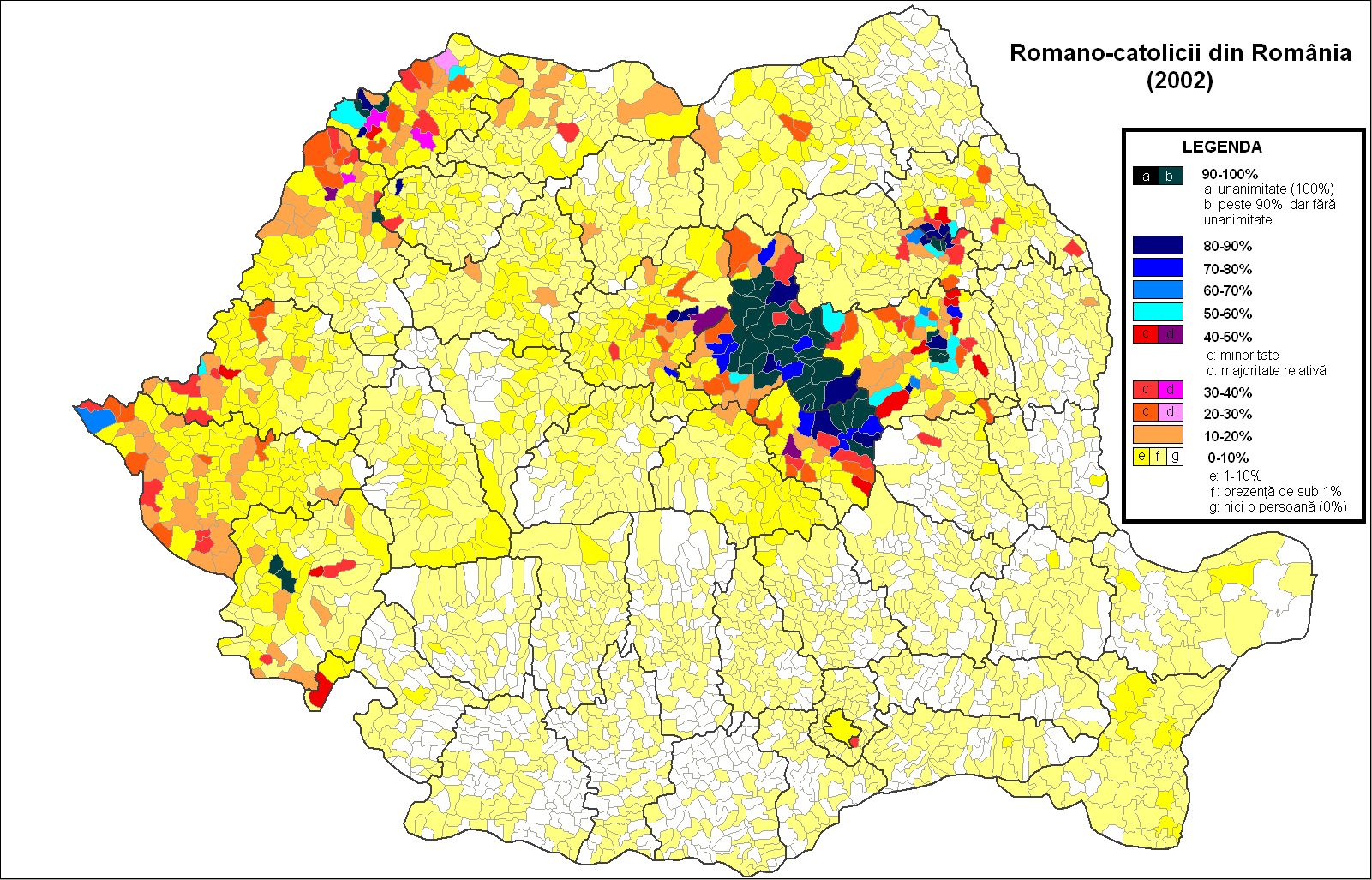
Lateinische Katholiken in Rumänien (Volkszählung 2002)

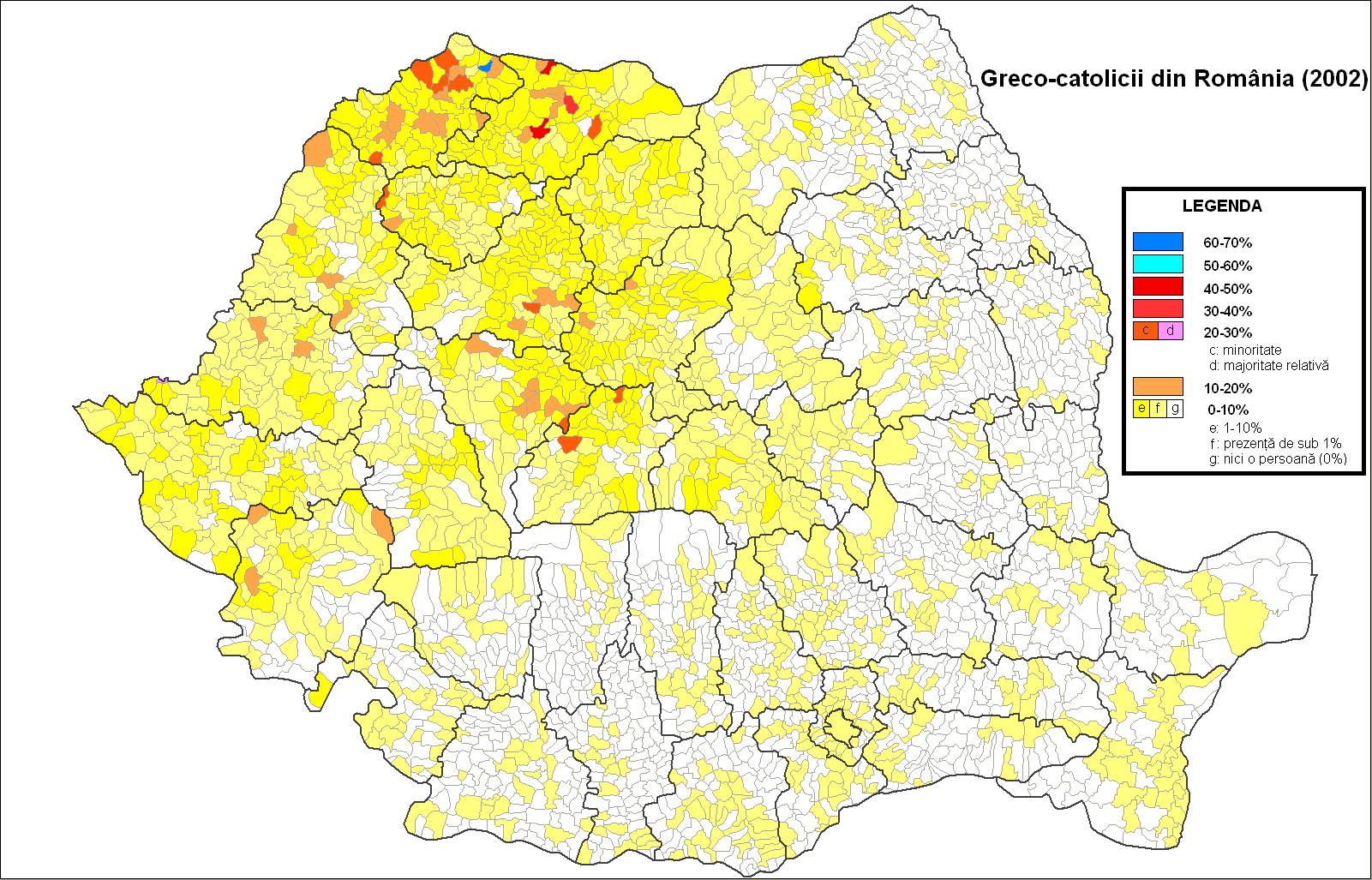
Griechische Katholiken in Rumänien (Volkszählung 2002)

Die römisch-katholische Kirche ist die zweitgrößte Konfession Rumäniens. Ihr gehören 5,4 % der Bevölkerung, somit gut 1 Mio. Menschen an. Ungleich größer ist dagegen die Rumänisch-Orthodoxe Kirche, zu der sich 86,5 % der Einwohner bekennen.
Die weitaus meisten rumänischen Katholiken (ca. 870.000) sind Mitglieder der Lateinischen Kirche, die traditionell unter den Angehörigen der ungarischen Bevölkerungsgruppe in Siebenbürgen stark vertreten ist. Etwa 150.000 gehören der Rumänischen griechisch-katholischen Kirche an, die im Zuge der katholischen Missionsbemühungen unter der orthodoxen Bevölkerung während der Habsburgerherrschaft in Siebenbürgen entstanden ist. Darüber hinaus hat die Armenisch-katholische Kirche einige hundert Mitglieder im Land. Alle drei Teilkirchen sind in Rumänien mit jeweils eigener Hierarchie vertreten. Ihre Bischöfe sind Mitglieder der Rumänischen Bischofskonferenz.
Apostolischer Nuntius ist seit Februar 2024 Giampiero Gloder.

## Liste der Bistümer

Diözesen der Lateinischen Kirche in Rumänien

### Lateinische Kirche

Diözesen der Rumänischen griechisch-katholischen Kirche

Kirchenprovinz Bukarest
- Erzbistum Bukarest
  - Bistum Iași
  - Bistum Oradea Mare
  - Bistum Satu Mare
  - Bistum Timișoara

Exemt
- Erzbistum Alba Iulia

### Rumänische griechisch-katholische Kirche
- Großerzbistum Făgăraș und Alba Iulia (Sitz: Blaj)
  - Eparchie Cluj-Gherla
  - Eparchie Lugoj
  - Eparchie Maramureș (Sitz: Baia Mare)
  - Eparchie Oradea Mare
  - Eparchie Sankt Basilius der Große in Bukarest

### Armenisch-Katholische Kirche
- Ordinariat für die armenischen Gläubigen in Rumänien (Sitz: Gherla)